# سیارک ۸۸۸۷۹
سیارک ۸۸۸۷۹ (به انگلیسی: 88879 Sungjaoyiu، نامگذاری:2001SA268)۸۸۸۷۹مین سیارک کشف شده‌است که در ۲۵ سپتامبر ۲۰۰۱ کشف شد.